# Cal Marcel Ventura
Cal Marcel Ventura és una masia del municipi de Begues (Baix Llobregat) inclosa en l'Inventari del Patrimoni Arquitectònic de Catalunya.

## Descripció
És un edifici aïllat envoltat per un petit jardí. És de planta rectangular. La façana principal, orientada a sud presenta una acurada ornamentació modernista: garlandes de flors damunt el llindar de la porta i finestres. L'edifici és coronat per ondulacions i fines motllures. Fusteria de fusta, persianes enrotllades. Façana arrebossada, pintada de blanc i ornamentada en vermell, les dues façanes de la casa tenen tanca i porta amb ferro forjat.